# Marion Jollès Grosjean

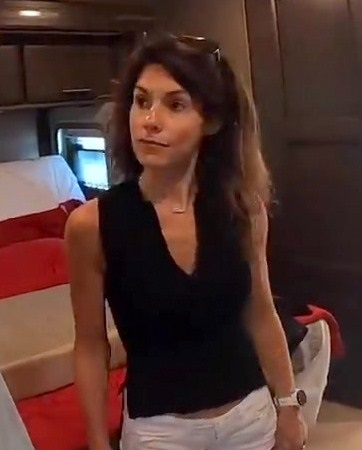
Marion Jollès Grosjean, 2021

Marion Jollès Grosjean (Französisch: [maʁjɔ̃ ʒɔlɛ ɡʁoʒɑ̃]; * 8. Dezember 1981 in Saint-Étienne) ist eine französische Journalistin und TV-Moderatorin.

## Leben und Karriere

### Kindheit, Jugend und Studium
Marion Jollès wurde in Saint-Étienne geboren, was im Department Loire liegt. Sie studierte Journalismus in Paris. Sie arbeitete im Radio. Nachdem sie einen Masterabschluss in Englisch erlangt hatte, studierte sie für sechs Monate in Kanada und kehrte dann nach Frankreich zurück, wo sie einen speziellen Abschluss (DESS) in mehrsprachigem Journalismus (Französisch und Englisch) erwarb.

### TV-Karriere
Marion Jollès arbeitete für den europäischen Sportsender Eurosport. 2005 moderierte sie auf dem Sender TF1 eine Kurzsendung über Straßensicherheit namens La bonne conduite. Außerdem moderiert sie die wöchentliche Show Automoto. Seit März 2009 moderiert sie die Sendung F1 à la Une mit Denis Brogniart. Sie startete beim Großen Preis von Spanien in Barcelona. Sie interviewte Formel-1-Piloten im Fahrerlager.
Von September 2009 bis in das Jahr 2014 moderierte sie die Sendung Confessions intimes auf TF1. Seit dem Januar 2010 ist sie Co-Moderatorin der Sendung L'Affiche du jour mit Christian Jeanpierre, eine Sendung über Fußball. Während der Fußball-Weltmeisterschaft 2010 in Südafrika, moderierte sie ein Programm mit Christian Jeanpierre und Arsène Wenger. In dieser Zeit präsentierte sie auch das ähnliche Abendprogramm mit dem Titel L'Affiche du soir.
Von März 2012 bis Juni 2013 moderierte sie die Sendung Automoto auf TF1 mit Denis Brogniart in einer Neuauflage. Im Dezember 2014 wurde sie die Präsentatorin der Lottozahlen von Euromillionen.

## Privatleben
Marion Jollès heiratete am 27. Juni 2012 in Chamonix den damaligen französischen Formel-1-Fahrer Romain Grosjean, mit welchem sie seit 2008 zusammen ist. Sie nahm seinen Familiennamen an. Die beiden haben zwei Söhne und eine Tochter.

## TV-Sendungen
- 2005: La bonne conduite
- seit 2005: Automoto
- 2009–12: F1 à la une
- 2009–14: Confessions intimes
- 2010–present: L’Affiche du jour
- 2010: L’Affiche du soir
- 2011: Des talents a coupé le souffle
- 2014: Histoire d’un rêve
- seit 2014: Loto und Euromillionen